# Наследие (роман)
«Наследие» — постмодернистский роман Владимира Сорокина из Футурологического цикла, заканчивающий трилогию о Докторе Гарине. Роман вышел в издательстве Corpus в 2023 году.

## Сюжет
Роман следует приключениям 20-летних детей Гарина — разнополых близнецов Аля и Оле от Матрёшки, а также разнополых близнецов Плабюх и Хррато от черныша-альбиноски Цбюххр (кои тоже черныши-альбиносы).
Сам Гарин, после того как его клинику в Хабаровске разбомбили (причём погибла жена Гарина), встречается своей дочери Але в качестве безногого попрошайки с опухолью на лице.
В романе также встречаются садисты-насильники, режущие людей на топливо для поезда, дворяне-насильники в первом классе, а также православные партизаны-женоненавистники-насильники, которые грабят поезд и уводят пассажиров в плен.
Среди пленников партизанов Аля встречает брата своего Оле.
После освобождения им в лесу встречаются Плабюх и Хррато, о чьих похождениях до этого они читали в романе «Белые близнецы».
Конец по-сорокински непонятен. Есть намёки на то, что весь роман представляет собой чьи-то галлюцинации.